# 7963 Falcinelli
7963 Falcinelli eller 1995 CA är en asteroid i huvudbältet som upptäcktes den 1 februari 1995 av Santa Lucia Stroncone-observatoriet i Stroncone. Den är uppkallad efter italienaren Amleto Falcinelli.
Den tillhör asteroidgruppen Eunomia.